# Mas Teulats
El Mas Teulats és una masia de Perafita (Lluçanès) inclosa a l'Inventari del Patrimoni Arquitectònic de Catalunya.

## Descripció
Edifici format per diverses construccions de planta rectangular que, adaptant-se al terreny, estan edificades en nivells diferents. La complexa estructura dels edificis, cada un amb la seva pròpia teulada, està centrada per la part més antiga de la casa on hi ha la porta principal. Aquest cos te visible la meitat dreta de la façana, amb la porta i tres finestres, mentre que la meitat esquerra queda amagada per un cos de porxos allargat, que es va afegir posteriorment. A la façana lateral dreta de la casa s'hi han adossat altres construccions que compliquen l'estructura.

## Història
El nom de Teulats s' adiu molt a l'estructura de la casa. Tot i la complexitat de la construcció, la tipologia de l'edifici i els murs poden correspondre al segle xviii. Recentment ha estat restaurada i ara s'utilitza com residència temporal.